# Recto Verso (álbum)
Recto Verso (en español: Ambos Lados) es el segundo álbum de estudio de la cantante francesa Isabelle Geffroy, más conocida por su nombre artístico Zaz. El álbum fue publicado el 13 de mayo de 2013 bajo el sello discográfico Play On.

## Lista de canciones
| N.º | Título                                              | Escritor(es) | Duración |  |
| 1.  | «On ira»                                            |              | 3:00     |  |
| 2.  | «Comme ci, comme ça»                                |              | 2:45     |  |
| 3.  | «Gamine»                                            |              | 3:10     |  |
| 4.  | «T'attends quoi»                                    |              | 3:20     |  |
| 5.  | «La Lessive»                                        |              | 2:17     |  |
| 6.  | «J'ai tant escamoté»                                |              | 3:44     |  |
| 7.  | «Déterre»                                           |              | 2:41     |  |
| 8.  | «Toujours»                                          |              | 3:11     |  |
| 9.  | «Si je perds»                                       |              | 3:04     |  |
| 10. | «Si» (escrita y compuesta por Jean-Jacques Goldman) |              | 2:36     |  |
| 11. | «Oublie Loulou»                                     |              | 2:40     |  |
| 12. | «Cette journée»                                     |              | 2:53     |  |
| 13. | «Nous debout»                                       |              | 3:12     |  |
| 14. | «La Lune»                                           |              | 2:43     |  |
| 15. | «La Part d'ombre» (edición limitada)                |              | 3:54     |  |
| 16. | «Le Retour du soleil» (edición limitada)            |              | 4:27     |  |
| 17. | «Laissez-moi» (edición limitada)                    |              | 2:39     |  |